# Proportionen der Nationalflaggen
Die Nationalflaggen der Staaten dieser Welt sind mit Ausnahme Nepals rechteckig, haben aber verschiedene Seitenverhältnisse, sprich Proportionen, die hier aufgelistet sind. Diese Aufgliederung umfasst die Liste der Nationalflaggen von 202 Staaten. Neben den Nationalflaggen der 193 von den Vereinten Nationen anerkannten Staaten sind noch die Flaggen der De-facto-Staaten Republik China (Taiwan), Cookinseln, Kosovo, Niue, Nordzypern, Palästina, Somaliland, Vatikanstadt sowie des von Marokko annektierten Gebietes der Westsahara aufgeführt.

## Tabellarische Übersicht der offiziellen Proportionen
| Höhe : Breite                                                                          | Dezimalwert | Flaggen | Anzahl |
| -------------------------------------------------------------------------------------- | ----------- | --- | ------ |
| 4:3                                                                                    | 1,3         | umschreibendes Rechteck des roten Inneren der Flagge Nepals | 0      |
| ( b)                                                                                   | 1,21901…    | umschreibendes Rechteck der doppelwimpelartigen Flagge Nepals | 01     |
| 1:1                                                                                    | 1           | Schweiz, Vatikanstadt | 02     |
| 13:15                                                                                  | 0,86        | Belgien | 01     |
| 6:7                                                                                    | 0,857142    | Niger a | 01     |
| 4:5                                                                                    | 0,8         | Monaco | 01     |
| 28:37                                                                                  | 0,756       | Dänemark | 01     |
| 3:4                                                                                    | 0,75        | Gabun, Dem. Republik Kongo, Papua-Neuguinea, San Marino | 04     |
| 8:11                                                                                   | 0,72        | Israel, Norwegen | 02     |
| 18:25                                                                                  | 0,72        | Island | 01     |
| 5:7                                                                                    | 0,714285    | Albanien | 01     |
| 7:10                                                                                   | 0,7         | Andorra, Brasilien | 02     |
| 15:22                                                                                  | 0,68        | Bolivien | 01     |
| 2:3                                                                                    | 0,6         | Afghanistan, Ägypten, Algerien, Angola, Antigua und Barbuda, Barbados, Benin, Botswana, Bhutan, Burkina Faso, Chile, VR China, Dschibuti, Dominikanische Republik, Elfenbeinküste, Eswatini, Frankreich, Gambia, Georgien, Ghana, Griechenland, Guinea, Indien, Indonesien, Irak, Italien, Japan, Jemen, Kambodscha, Kamerun, Kap Verde c, Kenia, Kolumbien, Republik Kongo, Kosovo, Südkorea, Laos, Lesotho, Libanon, Madagaskar, Malawi, Malediven, Mali, Malta, Marokko, Mauretanien, Mauritius, Mosambik, Myanmar, Namibia, Niederlande, Österreich, Pakistan, Panama, Peru, Portugal, Ruanda, Rumänien, Russland, Sambia, Saudi-Arabien, Senegal, Serbien, Sierra Leone, Singapur, Slowakei, Somalia, Spanien, St. Kitts und Nevis, St. Vincent und die Grenadinen, Südafrika, Suriname, Syrien, Taiwan, Tansania, Thailand, Tschad, Tschechien, Tunesien, Türkei, Turkmenistan, Uganda, Ukraine, Uruguay, Venezuela, Vietnam, Zentralafrika, Zypern, Nordzypern | 89     |
| 9:14                                                                                   | 0,6428571   | Argentinien (Zivile Flagge) | 01     |
| 7:11                                                                                   | 0,63        | Estland | 01     |
| 5:8                                                                                    | 0,625       | Äquatorialguinea, Guatemala, Palau, Polen, Schweden, Argentinien (Staatsflagge) | 05     |
| 1: {\displaystyle \definecolor {MyDarkBlue}{rgb}{0.1,0.1,0.5}\color {MyDarkBlue}\Phi } | 0,61803…    | Togo | 01     |
| 11:18                                                                                  | 0,61        | Finnland | 01     |
| 3:5                                                                                    | 0,6         | Bahrain, Bangladesch, Belize, Bulgarien, Burundi, Costa Rica, Deutschland, El Salvador, Grenada, Guyana, Haiti, Kirgisistan, Komoren, Liechtenstein, Litauen, Luxemburg, Nicaragua, Paraguay, Trinidad und Tobago, Vanuatu | 20     |
| 4:7                                                                                    | 0,571428    | Iran, Mexiko | 02     |
| 10:19                                                                                  | 0,5263…     | Liberia, Marshallinseln, Mikronesien, Vereinigte Staaten | 04     |
| 1:2                                                                                    | 0,5         | Armenien, Aserbaidschan, Äthiopien, Australien, Bahamas, Belarus, Bosnien-Herzegowina, Brunei, Cookinseln, Dominica, Ecuador, Eritrea, Fidschi, Guinea-Bissau, Honduras, Irland, Jamaika, Jordanien, Kanada, Kasachstan, Kiribati, Nordkorea, Kroatien, Kuba, Kuwait, Lettland, Libyen, Malaysia, Moldau, Mongolei, Montenegro, Nauru, Neuseeland, Nigeria, Niue, Nordmazedonien, Oman, Osttimor, Palästina, Philippinen, Salomonen, Samoa, São Tomé und Príncipe, Seychellen, Simbabwe, St. Lucia, Slowenien, Sri Lanka, Somaliland, Sudan, Südsudan, Tadschikistan, Tonga, Tuvalu, Ungarn, Usbekistan, Vereinigte Arabische Emirate, Vereinigtes Königreich, Westsahara | 59     |
| 11:28                                                                                  | 0,39285714  | Katar | 01     |

Viele der hier aufgeführten Flaggen werden auch in anderen Proportionen verwendet, zum Beispiel die Flagge der USA statt in 10:19 in 3:5 oder die Flagge Belgiens statt in 13:15 in 2:3. Dies ist zum Teil darauf zurückzuführen, dass die Proportionen von manchen Regierungen nur für eine offiziell verwendete Flagge festgelegt sind, aber auch auf die Tendenz vieler Flaggenhersteller aus Gründen der Kostenersparnis nur wenige Standardproportionen (2:3; 1:2; 3:5) anzubieten. Darüber hinaus gibt es einige Länder, die für ihre Flaggen unterschiedliche Proportionen für die Verwendung zu Lande und zu Wasser festgelegt haben (zum Beispiel Grenada, Schweiz und Guyana). In diesen Fällen ist in der obigen Tabelle die Proportion der Flagge zu Land angegeben.